# トマス・L・クリッテンデン
トマス・レオニダス・クリッテンデン（英: Thomas Leonidas Crittenden、1819年5月15日-1893年10月23日）は、アメリカ合衆国の弁護士、政治家であり、南北戦争では北軍の将軍だった。

## 初期の経歴
クリッテンデンはケンタッキー州ラッセルビルで、アメリカ合衆国上院議員ジョン・J・クリッテンデンの息子として生まれた。兄は南軍の将軍になったジョージ・B・クリッテンデンであり、従兄弟には北軍の将軍になったトマス・ターピン・クリッテンデンがいた。父の後妻の娘であるキャサリーン・トッドと結婚した。その息子ジョン・ジョーダン・クリッテンデン3世はやはりアメリカ陸軍に務め、1876年のリトルビッグホーンの戦いでジョージ・アームストロング・カスター中佐と共に戦死した。
クリッテンデンは法廷弁護士として認められた。米墨戦争ではザカリー・テイラー将軍の志願副官として、また第3ケンタッキー志願歩兵連隊の中佐としてアメリカ陸軍に従軍した。戦後、イギリスのリバプールでアメリカ領事を務めた。

## 南北戦争
1861年に南北戦争が始まると、ケンタッキー州はその中立を宣言したが、南軍を支持する危険性があった。クリッテンデンとその父は北軍に忠実なままであったが、兄は南軍に従った。この境界州では悲しいがよくある話だった。クリッテンデンは1860年以来ケンタッキー州民兵隊の少将であった。9月には志願兵の准将に指名され、オハイオ軍第5師団の指揮官を任された。1862年のシャイローの戦いではこの師団を率いた。シャイローの後で、志願兵の少将に昇進しペリービルの戦いではオハイオ軍の第2軍団を指揮したが、その軍団はほとんど戦闘に参加することは無かった。
ウィリアム・ローズクランズ少将がオハイオ軍、改名されてカンバーランド軍の指揮を引き継いだとき、クリッテンデンの軍団はその左翼に宛てられ、ストーンズリバーの戦いでは激戦を演じた。このときの功績で後の1867年に正規軍の准将に名誉昇進した。カンバーランド軍は再編され、クリッテンデン軍団も改名されて第21軍団となった。タラホーマ方面作戦とチカマウガの戦いではこの軍団を率いた。クリッテンデンと僚友の軍団指揮官アレクサンダー・マクックはチカマウガの敗戦で非難され指揮官から外されたが、二人とも後に潔白を証明し、罪を問われなかった。1864年のスポットシルバニア・コートハウスの戦いで、第9軍団第1師団を指揮していたトマス・G・スティーブンソンが戦死した。その後をダニエル・リーシュア大佐が引き継いだ。この決定はより経験を積んだ指揮官に置きかえられることになり、クリッテンデンが師団指揮官に選ばれた。5月12日にその職に就きスポットシルバニアでの最後の日の指揮を執った。クリッテンデンはその後コールドハーバーの戦いにも参戦したが、1864年12月13日に除隊した。

## 戦後
戦後はケンタッキー州財務官となり、1881年に引退する前に正規軍の大佐および名誉准将となった。1893年にニューヨーク州スタテンアイランドのアナンデイルで死に、ケンタッキー州フランクフォートに埋葬されている。